# Lume pierdută

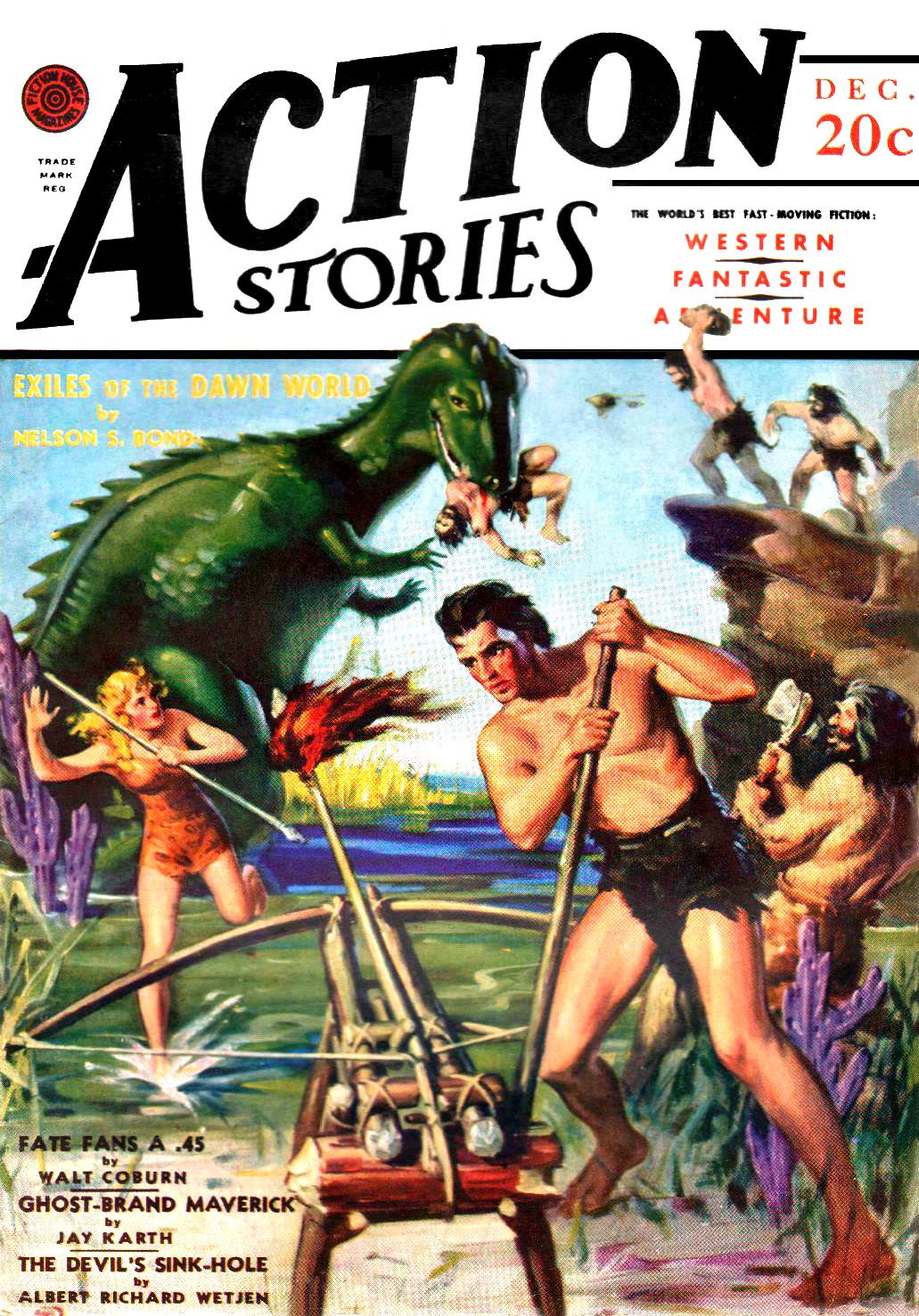

Lumea pierdută este un subgen al genurilor fantezie și științifico-fantastic care implică descoperirea unei lumi necunoscute în timp, spațiu sau ambele.    
Genul a apărut într-o epocă în care au fost descoperite rămășițele fascinante ale civilizațiilor pierdute din întreaga lume, cum ar fi mormintele egiptene din Valea Regilor, fortăreața semi-mitică din Troia, piramidele ascunse în junglă ale maiașilor, orașe și palatele imperiului Asiriei. Astfel, povestirile reale despre descoperirile arheologice ale aventurierilor imperiali au reușit să surprindă imaginația publicului. Între 1871 și Primul Război Mondial, numărul de narațiuni publicate despre lumi pierdute, care au loc pe fiecare continent, a crescut dramatic.
Genul are teme similare cu „regate mitice”, cum ar fi Atlantida, Paititi sau El Dorado.

## Istorie

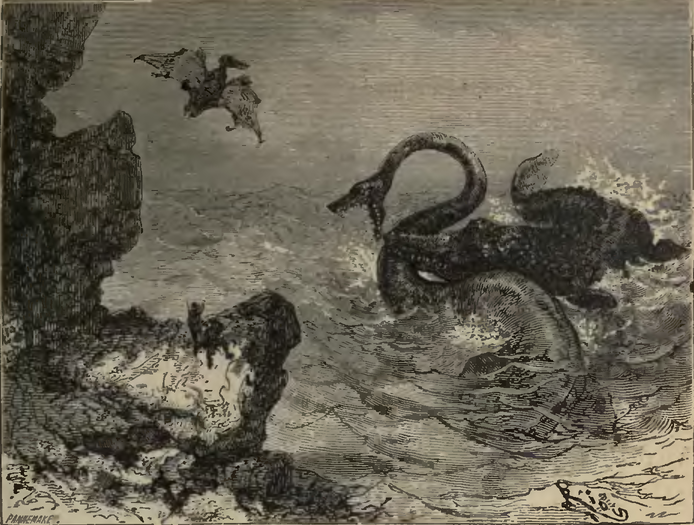
Ilustrație de Édouard Riou a romanului O călătorie spre centrul Pământului de Jules Verne.

Minele regelui Solomon (King Solomon's Mines, 1885) de H. Rider Haggard este uneori considerată prima narațiune despre o lume pierdută. Romanul lui Haggard  a influențat mai târziu alte lucrări ale genului, inclusiv Rudyard Kipling - Omul care voia să fie rege (1888), Arthur Conan Doyle - O lume dispărută (1912), Edgar Rice Burroughs - The Land That Time Forgot(1918), A. Merritt - The Moon Pool  (1918) și H.P. Lovecraft - At the Mountains of Madness (În munții nebuniei, 1931). 
Lucrări anterioare, precum Edward Bulwer-Lytton - Vril (1871) și  Samuel Butler - Erewhon (1872) folosesc un complot similar ca vehicul pentru satira socială swiftiană, mai degrabă decât pentru aventura romantică. Alte exemple timpurii sunt Voyages et Aventures de Jacques Massé (1710) de Simon Tyssot, care include o faună și floră preistorică și Viața și aventurile lui Peter Wilkins (1751) de Robert Paltock, o călătorie imaginară din secolul al XVIII-lea inspirată atât de Daniel Defoe cât și de Jonathan Swift, în care un bărbat pe nume Peter Wilkins descoperă o rasă de oameni înaripați pe o insulă izolată, înconjurată de stânci înalte, la fel ca în Caspak de Burrough. Romanul din genul pământului gol 1820, Symzonia, a fost, de asemenea, menționat ca primul care prezintă o formă a genului lume pierdută, iar romanul lui Jules Verne -  O călătorie spre centrul Pământului (1864) și Satul aerian (1901) au popularizat tema buzunarelor supraviețuitoare ale unor specii preistorice. Ulterior Joseph-Henri Rosny aîné a publicat L'étonnant voyage de Hareton Ironcastle (1922), un roman în care o expediție din inima Africii descoperă o zonă misterioasă cu un ecosistem dintr-o altă lume, cu floră și faună extraterestră. Lucrarea lui Edgar Allan Poe - Aventurile lui Arthur Gordon Pym (1838) are anumite elemente ale lumii pierdute spre sfârșitul poveștii. 
Romanul Orizont pierdut scris de James Hilton (1933) s-a bucurat de un mare succes popular pentru folosirea genului ca punct de pornire pentru filozofia populară și comentariile sociale. A introdus numele Shangri-La, un meme pentru idealizarea lumii pierdute ca Paradis. Cărți similare în care locuitorii lumii pierdute sunt considerați ca fiind superiori celor din afară, sunt Joseph O'Neill - Land under England (1935) și Douglas Valder Duff -  Jack Harding’s Quest (1939).
Hergé explorează, de asemenea, tema în benzile sale desenate Cele șapte bile de cristal și Prizonierii soarelui (1944-48). Aici protagoniștii întâlnesc un regat incaș necunoscut aflat în Anzi.

## Exemple contemporane
Romancierul american contemporan Michael Crichton invocă această tradiție în romanul său Congo (1980), care implică o căutare a minelor regelui Solomon, care se află într-un oraș african pierdut numit Zinj. În anii 1990, James Gurney a publicat o serie de romane juvenile despre o insulă pierdută denumită Dinotopia, în care oamenii trăiesc alături de dinozaurii vii. 
Lumea pierdută este prezentă în multe alte  produse mass-media. În jocurile video, este prezent în special în franciza Tomb Raider și în continuările sale și în franciza Uncharted. În filme, franciza Indiana Jones folosește concepte similare. De asemenea, benzile desenate folosesc această idee, cum ar fi Savage Land în benzile desenate Marvel Comics și Themyscira în benzile desenate DC Comics.

## Setări geografice
Romanele timpurii ale genului au fost de obicei stabilite în anumite părți ale lumii, încă neexplorate de europeni. Locuri preferate au fost interiorul Africii (multe dintre romanele lui Haggard, romanele cu Tarzan ale lui Burroughs) sau America de Sud interioară (O lume dispărută de  Doyle, Chipul din abis de Merritt), precum și Asia Centrală ( Omul care voia să fie rege de Kipling, Ayesha, the Return of She de Haggard, The Metal Monster de Merritt, Orizontul pierdut de Hilton) și în Australia ((James Francis Hogan -  The Lost Explorer și Eureka de Owen Hall (pseudonim al politicianului neozeelandez  Hugh Lusk). 
Ulterior, scriitorii au favorizat Antarctica, mai ales ca refugiu pentru speciile preistorice. Burroughs -  The Land That Time Forgot și continuările sale au fost stabilite pe insula Caprona (sau Caspak) din Oceanul Sudic. În Dian of the Lost Land  de Edison Marshall (1935), Cro-Magnonii, Neanderthalii și mamuții supraviețuiesc în „Țara Moss”, într-un colț cald adăpostit al continentului. Romanul lui Dennis Wheatley The Man Who Missed the War (1945) tratează, de asemenea, o zonă caldă și ascunsă de pe continent, unde trăiesc oameni, precum și descendenți ai Atlantidei. În Antarktos Rising de Jeremy Robinson (2007), dinozaurii și nefilimii apar pe măsură ce gheața se topește. Mat Johnson - Pym (2011) descrie hominizi albi uriași care trăiesc în peșteri de gheață. Ian Cameron - The Mountains at the Bottom of the World (1972) prezintă o populație relictă de mamifere Paranthropus care trăiește nu doar în Antarctica, ci și în sudul Andinilor din Chile. Crusoe Warburton (1954), de Victor Wallace Germains, descrie o insulă din îndepărtatul Atlantic de Sud, cu un imperiu pierdut, care încă nu a inventat praful de pușcă. 
Potrivit lui Allienne Becker, a existat o evoluție logică de la subgenul lumii pierdute la genul romantismului planetar: „Când nu au mai existat colțuri neexplorate ale Pământului nostru, romanele din genul Lumilor Pierdute s-au îndreptat către spațiu”. 
Brian Stableford prezintă un punct de vedere în legătură cu Lumile pierdute: „Motivul a dispărut treptat din uz în virtutea creșterii cunoașterii geografice; zilele acestea, Lumile pierdute trebuie să fie într-adevăr foarte bine ascunse sau deplasate dincolo de un fel de graniță magică sau dimensională. [...] ceea ce transformă astfel semnificația lor, încât sunt mai bine văzute ca lumi secundare sau alte lumi".
Mai jos este o listă de titluri clasice ale genului lumii pierdute, titluri extrase din Lost Worlds: The Ultimate Anthology. Titlurile au fost alese din 333: A Bibliography of the Science-Fantasy Novel, lista de verificare a raselor pierdute a Jessicăi Amanda Salmonson și din Science-fiction, the Early Years de E. F. Bleiler. 

### Lumi pierdute în Africa

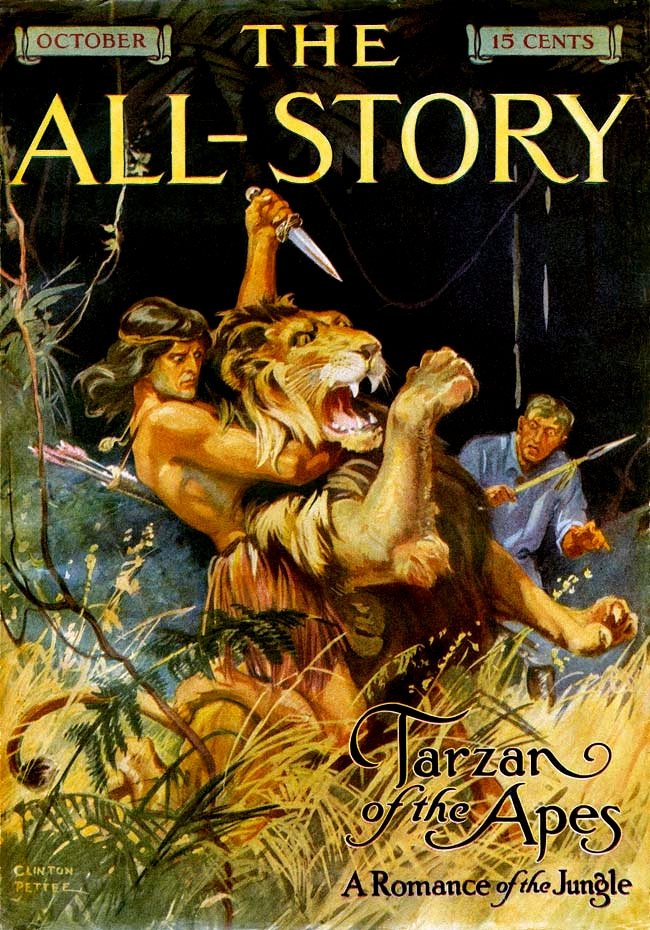
Aventurile lui Tarzan au loc în Africa sălbatică

- Minele regelui Solomon de H. Rider Haggard
- Allan Quatermain de H. Rider Haggard
- She: A History of Adventure de H. Rider Haggard
- A Rip Van Winkle of the Kalahari de Frederick Carruthers Cornell
- The Great White Queen: A Tale of Treasure and Treason - Marea Regină Albă: O poveste a comorii și a trădării de William Le Queux
- By the Gods Beloved de către baroneasa Orczy
- Wings of Danger de Arthur A. Nelson

### Lumi pierdute în America de Nord
- The Aztec Treasure House - Casa Tezaurului Aztec de Thomas A. Janvier
- Fruit of the Desert - Fructul deșertului de Richard Hayes Barry
- The Haunted Mesa de Louis L'Amour

### Lumi pierdute în America Centrală
- Phantom City: A Volcanic Romance de William Westall
- The Lost Canyon of the Toltecs - Canionul pierdut al toltecilor de Charles Sumner Seeley
- The Bridge of Light de A. Hyatt Verrill

### Lumi pierdute în America de Sud
- O lume dispărută de Arthur Conan Doyle
- The Romance of Golden Star de George Griffith
- Immortal Athalia de Harry F. Haley

### Lumi pierdute în India și Asia
- Omul care voia să fie rege de Rudyard Kipling
- The Mountain Kingdom: A Narrative of Adventure de David Lawson Johnstone
- Om: The Secret of Abhor Valley de Talbot Mundy
- Lost Horizon de James Hilton
- The Valley of Eyes Unseen de Gilbert Henry Collins
- Harilek: A Romance of Modern Central Asia de Ganpat (Louis Gompertz)
- Fields of Sleep de EC Vivian
- The Purple Sapphire de John Taine
- Monstrul din metal - The Metal Monsterde A. Merritt

### Lumi pierdute în Europa și Orientul Mijlociu
- The Knight of the Silver Star - Cavalerul stelei de argint de Percy James Brebner

### Lumi pierdute în Australia
- The Lost Explorer de James Francis Hogan
- Marooned on Australia de Ernest Favenc
- Eureka de Owen Hall

### Lumi pierdute la poli
- A Strange Manuscript Found in a Copper Cylinder - Un manuscris ciudat găsit într-un cilindru de cupru de James De Mille
- Beyond The Great South Wall- Dincolo de Marele Zid de Sud de Frank Savile
- Polaris of the Snows de Charles B. Stilson
- The Smoky God de Willis George Emerson

### Pământul gol
- Vril de Edward Bulwer-Lytton
- The Moon Pool de A. Merritt
- Rătăciți în miraj, Dwellers in Mirage de A. Merritt
- Zanthodon de Lin Carter

### Trilogia Caspak
- The Land That Time Forgot de Edgar Rice Burroughs
- The People That Time Forgot de Edgar Rice Burroughs
- Out of Time’s Abyss de Edgar Rice Burroughs